# Burchan Mansurow
Burchan Chusnutdinowicz Mansurow (ros. Бурхан Хуснутдинович Мансуров, ur. 1889 we wsi Staroje Zielonoje w guberni saratowskiej, zm. w sierpniu 1942 w Tatarskiej ASRR) – przewodniczący Centralnego Komitetu Wykonawczego (CIK) Tatarskiej ASRR (1920-1921).
Kształcił się w medresie i w szkole "Mardżanija" w Kazaniu, skąd został usunięty. Był nauczycielem w szkole wiejskiej i w medresie, 1908-1909 pracownik gazety "İdel" w Astrachaniu, zwolniony, 1909-1915 pracował jako nauczyciel kolejno w guberni astrachańskiej, guberni saratowskiej, petersburskiej, tobolskiej i obwodzie akmolińskim, 1915-1917 pracował na budowie Kolei Murmańskiej. Członek RKP(b), 1918 kierownik wydziału Centralnego Komisariatu Muzułmańskiego, później redaktor gazety "Kommunizm bayrağı" ("Sztandar Komunizmu"), "Xörriät" ("Wolność"), "Qızıl Şimal" ("Czerwona Północ"), od 1919 redaktor gazety "Eşçe" ("Robotnik"), przewodniczący sekcji komunistów wschodu Moskiewskiego Komitetu RKP(b). Od listopada 1919 członek Centralnego Biura Komunistycznych Organizacji Narodów Wschodu przy KC RKP(b), kierownik Wydziału Wydawniczego Komunistycznych Organizacji Narodów Wschodu przy KC RKP(b), od września 1920 do 26 maja 1921 przewodniczący CIK Tatarskiej ASRR. Od 1921 redaktor gazety "İgençelär", później pracownik gazety "Fän häm din" w Moskwie, później członek kolegium redakcyjnego pisma "Yäş eşçe" i "Keçkenä iptäşlär" w Moskwie, od marca 1934 do sierpnia 1937 redaktor odpowiedzialny pisma "Suğışçan allasızlar".